# Hannoversche Straße 64

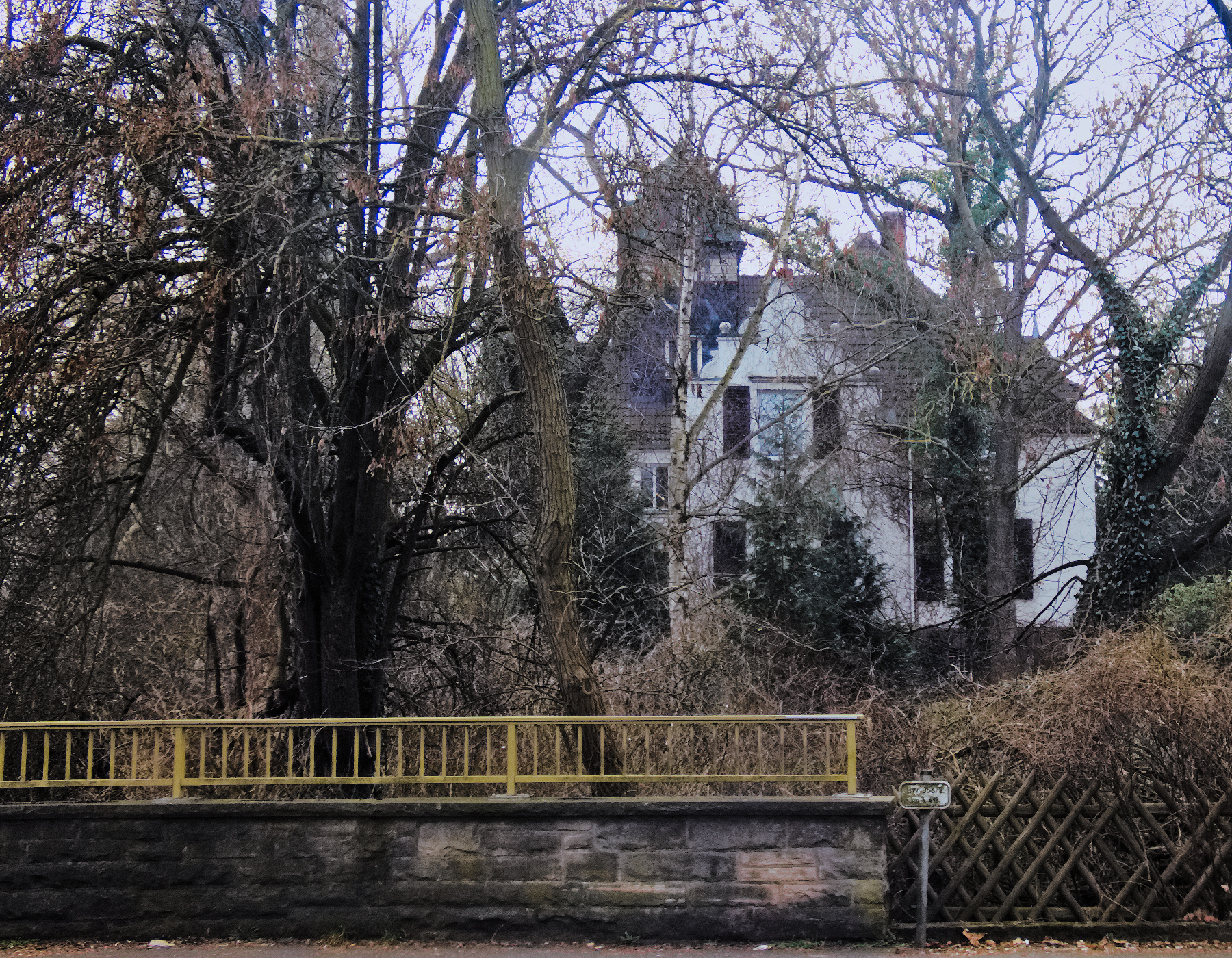
Die Villa im Hintergrund ihres Parkgrundstücks

Hannoversche Straße 64 in Seelze ist die Adresse einer etwa Anfang des 20. Jahrhunderts errichteten Villa auf einem parkähnlichen Grundstück. Das zweigeschossige, denkmalgeschützte Gebäude ist mit zahlreichen Schmuckelementen verziert, die unterschiedlichen Stilrichtungen entlehnt sind. Ein gedrungen wirkender Turm bekrönt das heute denkmalgeschützte Gebäude.
Die an der Bredenbeeke errichtete Villa war anfangs nach Gerhard Lösekann als einem der beiden Teilhaber und Namensgeber des ersten industriellen Chemieunternehmens in Seelze benannt, der chemischen Fabrik Mercklin & Lösekann. Der Villa Lösekann als Wohnsitz des Fabrikanten wurde später auch nach den nachfolgenden Eigentümern benannt als Villa Oesterheld und Villa Bleinroth.